# Csajkovich Károly
Csajkovich Károly (Visk, Máramaros vármegye, 1920. február 29. – Szolnok, 2005. január 3.) erdész.

## Élete
Apja, Csajkovich Béla római katolikus kántortanitó Visken, akit a szovjetek bevonulása után hét évre ítéltek, mégis 8 évet töltött a táborban, ahol el is hunyt. Édesanyja Varga Irma háztartásbeli. Felesége Nagy Klára pénzügyi előadó.

## Tanulmányai
Gimnáziumi tanulmányait Beregszászban végezte, 1939-ben érettségizett. Még ebben az évben Sopronban a Magyar királyi József nádor Műszaki és Gazdaságtudományi Egyetem Bánya- Kohó- és Erdőmérnöki Karának hallgatói között találjuk. 1957-től Szegeden erdészettechnikumba járt levelező tagozat

## Munkássága
1940-től 1941-ig a Bustyaházai (Máramaros vármegye) Állami Erdőigazgatási számvevőségen erdőszámtiszt. 1941 és 1947 között katonai szolgálatot teljesített, ebből egy évet a fronton, 2,5 évet pedig a szovjet hadifogságban töltött. 1947 és 1950 között a Debreceni Erdőgazdaság, 1950-1957 között a Szolnoki Erdőgazdaság revizora, 1957-től 1969-ig mag és csemetegazdálkodási előadója volt. Szolnok megye erdőtelepítéséhez és a téeszek fásításához irányította a magtermesztést és a csemetenevelést. 1969-70-ben Telkin a Budakeszi Erdő- és Vadgazdaság revizora. 1971 és 1980 között a Debreceni Állami Erdőfelügyelőség szolnoki részlegének műszaki erdőfelügyelője.

## Tevékenységi területe
1950 és 1980 között Szolnok megyében kb. 20 000 ha erdő telepítésében vett részt. 1960-tól  az Országos Erdészeti Egyesület tagja. 1990-től 1994-ig a KDNP szolnoki szervezetének alapító elnöke, 1994-től örökös tiszteletbeli elnöke.